# فلرنس (داکوتای جنوبی)
فلرنس(به انگلیسی: Florence) شهری در ایالت داکوتای جنوبی کشور ایالات متحده آمریکا است که جمعیت آن در سرشماری سال ۲۰۱۰ میلادی، ۳۷۴ نفر بوده‌است.